# Josef Tegeler
Josef Tegeler (* 8. Dezember 1926 in Malbergen; † 19. August 2013 in Georgsmarienhütte) war ein deutscher Unternehmer und Politiker (CDU).

## Leben und Beruf
Nach dem Besuch des Gymnasiums Carolinum in Osnabrück leistete Tegeler ab 1943 Wehrdienst bei der Luftwaffe und nahm dann als Soldat am Zweiten Weltkrieg teil, aus dem er als Schwerkriegsversehrter heimkehrte. Anschließend war er als Kaufmann in Georgsmarienhütte tätig, seit 1959 als Mitinhaber und Geschäftsführer des Volkswagen Autohauses Hülsmann & Tegeler GmbH & Co. KG.
Josef Tegeler war seit 1967 verheiratet und hat einen Sohn.
Am 19. August 2013 verstarb Tegeler im Alter von 86 Jahren.

## Politik
Tegeler trat 1954 in die CDU ein, war von 1956 bis 1959 Bezirksvorsitzender der Jungen Union und wurde 1959 zum Vorsitzenden des CDU-Kreisverbandes Osnabrück-Land gewählt. Er war Ratsmitglied der Gemeinde Georgsmarienhütte, Kreistagsmitglied des Kreises Osnabrück (1961–1996) und amtierte dort von März 1964 bis Juli 1993 als Landrat. Nach Abgabe seines Amtes an seinen Nachfolger Manfred Hugo wurde Josef Tegeler auf Grund seiner langjährigen Verdienste für den Landkreis Osnabrück zum Ehrenlandrat ernannt. Tegeler war Mitglied des Niedersächsischen Landtages von 1963 bis 1974.

## Ehrungen
- Bundesverdienstkreuz am Bande
- 1984: Bundesverdienstkreuz 1. Klasse
- 1993: Großes Verdienstkreuz des Niedersächsischen Verdienstordens
- 1995: Komtur des Päpstlichen Ritterordens des heiligen Gregors des Großen[2]